# Matt Walsh (Basketballspieler)
Matthew Vincent Walsh (* 2. Dezember 1982 in Holland, Pennsylvania) ist ein ehemaliger US-amerikanischer Basketballspieler. Nach kurzem Karrierestart in der am höchsten dotierten Profiliga NBA spielte Walsh als Profi neun Jahre in verschiedenen Ländern Europas. Dabei wurde er zweimal belgischer Meister mit Spirou BC Charleroi und 2012 ukrainischer Vizemeister mit Asowmasch Mariupol. In der Basketball-Bundesliga 2012/13 wurde Walsh bei den Brose Baskets Bamberg auch deutscher Meister, wobei er am Saisonende verletzungsbedingt fehlte.

## Karriere
Nach der High School besuchte Walsh bis 2002 die „Prep School“ Germantown Academy in Fort Washington zur Vorbereitung auf das Studium. Anschließend war er drei Jahre an der University of Florida in Gainesville, wo er für die Hochschulmannschaft Gators in der Southeastern Conference (SEC) der NCAA Division I spielte. In jeder der drei Spielzeiten konnten sich die Gators für die landesweite Endrunde der NCAA qualifizieren und kamen dabei aber nie über die zweite Runde hinaus. 2005 gewannen die Gators, in deren Kader unter anderem die späteren NBA-Spieler Joakim Noah, Al Horford, Corey Brewer, Anthony Roberson, David Lee, Taurean Green sowie der spätere Bundesliga-Profil Lee Humphrey standen, das Meisterschaftsturnier der SEC. Nach dem Ausscheiden in der NCAA-Endrunde verzichtete Walsh auf eine vierte College-Spielzeit und meldete sich zum Entry Draft an, während viele seiner Mannschaftskameraden weiter spielten und im darauffolgenden Jahr erstmals die NCAA-Collegemeisterschaft für die Gators gewannen.
Walsh wurde im NBA-Draft 2005 nicht ausgewählt, konnte sich aber über die „Summer League“ einen Platz im Kader der Miami Heat in der NBA erspielen. Nachdem er den „Cut“ vor Saisonbeginn für den endgültigen Saisonkader überstanden hatte, wurde er jedoch bereits nach zwei Einsätzen im November 2005 bereits wieder entlassen und schloss sich zu Beginn des folgenden Jahres den Arkansas RimRockers in der NBA Development League an, wo er erneut mit Roberson sowie mit unter anderem Clay Tucker zusammenspielte. Nachdem er sich im Sommer 2006 in der Summer League keinen Platz in einem NBA-Kader erspielen konnte, wechselte er für die Spielzeit 2006/07 nach Europa und spielte in der griechischen A1 Ethniki für Olympia aus Larisa. Zusammen in einer Mannschaft mit unter anderem dem deutschen Nationalspieler Stephen Arigbabu und der griechischen Nachwuchshoffnung Giorgos Printezis gelang GS Olympia nach dem siebten Hauptrundenplatz erstmals die Qualifikation für die Play-offs um die griechische Meisterschaft, in denen man jedoch in der ersten Runde gegen Aris Saloniki ausschied. Walsh führte mit knapp 18 Punkten pro Spiel die Mannschaft an und war zweitbester Scorer der gesamten Liga und Teilnehmer am „All-Star-Game“ der griechischen Liga.

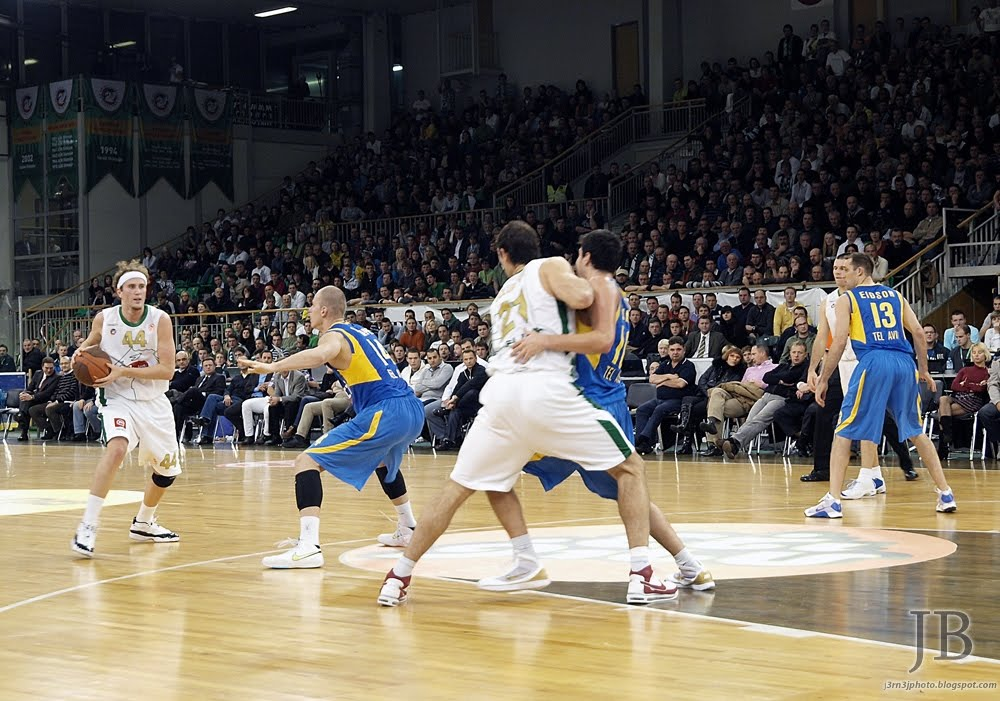
Matt Walsh (links mit Nummer 44) mit Olimpija 2009 gegen Maccabi Tel Aviv

Für die Spielzeit 2007/08 wechselte Walsh in die spanische Liga ACB zu Ricoh Bàsquet aus Manresa. Für den katalanischen Erstliga-Rückkehrer wurde Walsh wegen seiner Effektivitäts-Werte am vierten Spieltag zum Spieler der Woche ernannt.  Im Februar 2008 entließ der Aufsteiger jedoch Walsh aus seinem Vertrag und verpflichtete Toby Bailey von den insolventen Köln 99ers. Walsh wechselte in die belgische Liga zu Spirou BC aus Charleroi, wo er mit unter anderem Michael-Hakim Jordan den Meistertitel nach vier Jahren Unterbrechung zurückholen konnte. In der darauffolgenden Spielzeit 2008/09, in der Walsh zum Most Valuable Player der belgischen Liga ernannt wurde, konnte man sogar das nationale Double für den Verein erringen. Den Pokalsieg konnte Walsh auch mit Meister KK Union Olimpija aus Ljubljana in der darauffolgenden Spielzeit 2009/10 in Slowenien erringen. Für den slowenischen Verein wurde er zudem zum MVP des zweiten Spieltags der EuroLeague 2009/10 ernannt, wobei der Verein die Vorrunde dieses höchsten europäischen Vereinswettbewerbs nach nur einem Sieg in zehn Spielen nicht überstand. Erneut verließ Walsh einen Verein vorzeitig im Februar und wechselte zurück nach Griechenland zu Aris aus Thessaloniki. Aris erreichte ebenfalls den siebten Platz und schied im Play-off-Viertelfinale gegen Olympiakos Piräus aus. 
Für die Spielzeit 2010/11 wechselte Walsh in die französische LNB Pro A zum Rekordmeister ASVEL aus Villeurbanne. ASVEL erreichte als Sechster der Hauptrunde die Play-off-Halbfinalserie, in der man gegen den späteren Meister SLUC Nancy ausschied. Im November 2011 kehrte er in die Liga ACB zurück und spielte für Aufsteiger UCAM aus Murcia, den er nach zwei Monaten jedoch bereits wieder verließ. Nach einem weiteren Vier-Wochen-Vertrag beim baskischen Verein Caja Laboral aus Vitoria-Gasteiz spielte er die Spielzeit in der Basketball Superliga Ukraine für Asowmasch aus Mariupol zu Ende. Der zuvor erfolgsverwöhnte Verein verlor jedoch zum zweiten Mal in Folge eine Meisterschaftsfinalserie, diesmal gegen den von Saša Obradović trainierten BK Donezk. Für die Spielzeit 2012/13 kehrte Walsh zu seinem belgischen Ex-Verein Spirou BC zurück, der zuvor erstmals seit 2008 ebenfalls die Meisterschaftsfinalserie verloren hatte. Hier spielte er zunächst unter anderem mit den ehemaligen Bundesliga-Profis Derrick Allen und Je’Kel Foster zusammen, bevor letzterer im Dezember 2012 zurück in die Bundesliga zu Alba Berlin wechselte. Für Walsh war erneut der Februar der Wechselmonat, wo er als Topscorer und bester Rebounder der belgischen Liga nun auch in die deutsche Basketball-Bundesliga zum vormaligen Double-Gewinner Brose Baskets aus Bamberg wechselte. Nach der Saison und dem erneuten Gewinn der Meisterschaft, bei der Walsh in der Bundesliga jedoch nur fünf Meisterschaftsspiele absolvierte und in den Play-offs verletzungsbedingt fehlte, wechselte er zum Traditionsverein Virtus aus Bologna. Diese Mannschaft konnte sich jedoch ein weiteres Mal nicht für die Play-offs qualifizieren und verbesserte sich geringfügig auf den 13. Platz, wobei man trotz knapp 16 Punkten und gut sieben Rebounds pro Spiel der Vertrag von Walsh anschließend beendet wurde. Zur folgenden Saison spielte Walsh in der Türkiye Basketbol Ligi für die aus Edirne nach Eskişehir umgezogene Mannschaft Olin. Obwohl Walsh zweitbester Scorer der Liga mit gut 18 Punkten pro Spiel und effektivster Spieler der Liga war, konnte er den Abstieg seiner Mannschaft als Tabellenvorletzter nicht verhindern. Anschließend erklärte Walsh im September 2015 vor Beginn der folgenden Saison seinen Rücktritt vom professionellen Leistungssport.

## Sonstiges
Walsh erzeugte auch Aufmerksamkeit durch seine jahrelange Liebesbeziehung mit seiner Kommilitonin Lauren Anderson, die sowohl 2002 Playmate in den USA als auch 2008 in Spanien war, als Walsh für Manresa spielte.